# ФК Улис
ФК Улис (на арменски: Ուլիս) е бивш арменски футболен клуб от град Ереван.

## История

### Динамо 2000
Основан е през 2000 г. под името Динамо 2000. Динамо не се представя убедително в първенството и изпада в следващите години до най-ниските дивизии.

### Динамо-Зенит
През 2004 г. Динамо 2000 се обединява със Зенит Чаренцаван.

### Улис
През 2006 г. нов спонсор поема издръжката на отбора, като му променя името на Улис и постига големи успехи.

## Успехи
- Шампион на Армения (1):

2011